# Christoph Bernhard
Christoph Bernhard   (Kołobrzeg, 1 de gener de 1628 - Dresden, 14 de novembre de 1692 (Julià)) Va ser un compositor i músic barroc alemany. Va estudiar amb l'antic alumne de Sweelinck, Paul Siefert a Danzig (actual Gdańsk) i a Varsòvia. Als 20 anys cantava al tribunal electoral de Dresden amb Heinrich Schütz i va compondre part de la música per al funeral del mestre. Després va passar un any a Copenhaguen per estudiar cant amb Agostino Fontana.
Després del seu nomenament com a ajudant de capellà a Dresden el 1655, Bernhard va fer dues estades a Itàlia per continuar la seva formació musical. Quan tenia 35 anys, es va traslladar a Hamburg per treballar com a director de música del Johanneum i d'actes musicals cívics. Els deu anys següents van ser una època daurada en la tradició musical d'Hamburg: Bernhard i el seu bon amic Matthias Weckmann van actuar junts i dirigir les darreres composicions d'Itàlia i Viena, a més de compondre una important col·lecció de música treballant en un contrapunt finament.
L'elector de Saxònia va tornar a Bernhard a Dresden el 1674, on va tornar com a ajudant de capellmeister. Sis anys després, el gran establiment musical, principalment italià, a la ciutat es va reduir considerablement, fins que Bernhard va continuar sent l'únic capellmeister de la cort. Va continuar component, dirigint i cuidant la biblioteca musical de Dresden fins a la seva mort el 1692, als 64 anys. Bernhard va deixar enrere moltes obres vocals sagrades, algunes composicions seculars i tres importants tractats de música, el més famós dels quals és el "Tractatus compositionis augmentatus" (ca. 1657), que va ser la font del terme passus duriusculus.
Al segle XXI s'ha suggerit a Bernhard com un dels tres possibles compositors de la missa Kyrie – Gloria per a cor doble, BWV Anh. 167.